# Wechselappellationsgericht Eichstätt
Das Wechselappellationsgericht Eichstätt war ein Handelsgericht zweiter Instanz in Eichstätt.

## Geschichte
1838 wurde das Wechselappellationsgericht Ansbach nach Eichstätt verlegt und als Wechselappellationsgericht Eichstätt weitergeführt. Es war für den Rezatkreis außer dem Gebiet der Stadt Nürnberg und der ehemaligen preußischen Gebiete zuständig. Einziges Wechselgericht im Sprengel war das Wechselgericht Ansbach.
Mit dem Gerichtsverfassungsgesetz vom 1. Juli 1856 wurden die Wechselappellationsgerichte den Bezirksgerichten angegliedert. Die richterlichen Mitglieder waren Richter der Bezirksgerichte, ihnen waren Assessoren aus dem Kaufmannsstand beigeordnet. Die Wechselappellationsgerichte führten aber eigene Titel und Siegel. Das Wechselappellationsgericht Eichstätt blieb für seinen bisherigen Sprengel verantwortlich.
Als zum 1. Juli 1862 das Allgemeine Deutsche Handelsgesetzbuch in Kraft trat, wurde das Handelsappellationsgericht Nürnberg das alleinige Handelsappellationsgericht für die rechtsrheinischen Teile von Bayern. Das Wechselappellationsgericht Eichstätt wurde aufgehoben.